# Michael Thonet
Michael Thonet (Boppard (Koblenztől délre), 1796. július 2. – Bécs, 1871. március 3.) német asztalos, technikai újító, a modern gyártás- és formatervezés előfutára. A formatervező-művészet történetének nagy alakjai között tartjuk számon.

## Életpálya
Apja tímár volt, aki asztalosnak taníttatta ki. A fa hajlításának gondolatával 1830-tól foglalkozott. Kísérletezésének elején székek alkatrészeinek gyártásával próbálkozott. Vastag furnérlemezcsíkokat ragasztott össze, s ezeket a négyszögletes rudakat gőzöléssel hajlította meg. A kézi faragástól eltérően így gyorsabban és több példányban is gyárthatta le ugyanazokat a formákat. Hamarosan karos- és támlásszékeket, kanapét, ágyakat is készített ezzel a technológiával. Már ezeknél a korai darabjainál is az igen elegánsan, könnyedséggel kialakított forma tartóssággal és rugalmassággal párosult.

## Munkássága

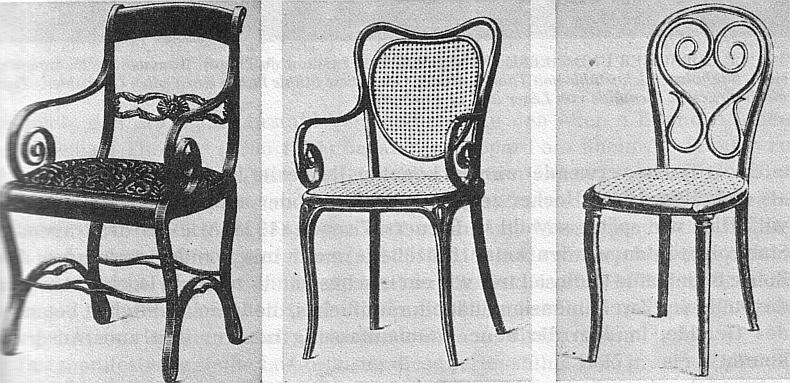
Mintakönyv

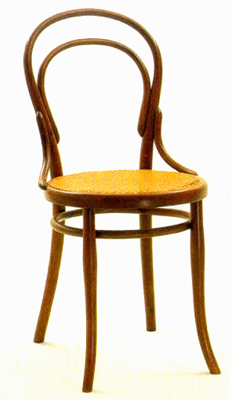
A 4. számú modell

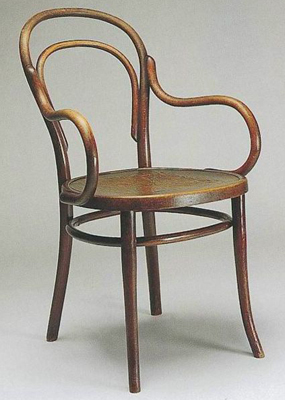
A 14. számú modell

1841-ben egy koblenzi kiállításon Metternich herceg tetszését nyilvánítva figyelt fel Thonet munkáira, és azzal bátorította a mestert, hogy települjön át Bécsbe, ahol több lehetőség kínálkozik az érvényesülésre és a kibontakozásra. Biztosította részére az udvari támogatás megszerzését.
1842-ben Bécsbe vitte mintakollekcióját, ahol a herceg segítségével és közbenjárásával a mintadarabokat maga az uralkodó is megtekintette, így az év júliusában megkapta a jogot a bécsi császári udvari kamarától a hajlított bútorok gyártására. A boppardi asztalosmester nemcsak kiváló újító volt, hanem szerencsés is egyben, mert találkozott azzal az emberrel, akinek támogatásával megvalósíthatta találmányát.
Thonet Bécsben Franz List bútorgyárában dolgozott először, ahol olcsó bútorok  készítésével foglalkoztak. Itt ismerkedett meg Desvignes angol építésszel, aki akkoriban a Liechtenstein-palota (napjainkban múzeumként működő hercegi gyűjtemény) átépítését vezette, s akinek Thonet munkái nagyon megtetszettek. Meghívta őt dolgozni az építkezésre, ahol találkozott Carl Leister parkettagyárossal, és megismertette vele újítását. Így lehetőség nyílt arra, hogy módszerének felhasználásával a palota padlójának körmotívumait hajlított fából gazdaságosabban készíthessék el.

## Kibontakozás
1849-ben Thonet fiaival, Franz-cal (1821–1898), ifjabb Michaellel (1824–1902), Augusttal (1829-1910) és Joseffel (1830–1888) önállósította magát. Berendeztek maguknak egy műhelyt, ahol már a tömör, hengeres farúd (előzetes gőzöléssel alkalmassá tett) hajlításával és az ebből készülő, nagyobb példányszámban előállított bútorokkal, vagyis a sorozatgyártással kísérleteztek. Ebből született meg 1850-ben a híres 4-es számú szék, az első sorozattermék. Ezek a bécsi Daum kávéház részére készültek nagyobb mennyiségben, és ma is a „Daum-típus” néven ismertek. E típusból ugyanebben az évben 400 darabot szállítottak Pestre is, az Angol Királynő Szálló részére. Ez döntő lépés volt a Thonet-cég életében a kézműves termeléstől a nagyüzemi sorozatgyártás felé.
1851-ben a Londoni Világkiállításon Thonet nagy sikert aratott, munkáival bronzérmet nyert. Neve világszerte fogalommá vált. Támlásszékei sikerének titka az volt, hogy tervezett egy alaptípust, amely állandó és variálható elemekből állt össze. A kör alakú ülőlaphoz egyetlen U alakú ívből hajlított háttámla csatlakozott, amely a kissé íves hátsó lábakban folytatódott. Az első lábak is hengeresek és kissé kifelé ívesek lettek; az ülőlap alatt a lábakat kör alakban hajlított merevítő kötötte össze. És itt következett a változatosság: a háttámla kitöltésére számos, száznál több variációt terveztek. A legsikeresebb a legegyszerűbb modell, a 14-es számú szék volt, amely óriási népszerűségét a tetszetős formájának, könnyedségének, takarékos anyagfelhasználásának és tartósságának köszönhette. Sikeréhez az is nagyban hozzájárult, hogy a bútorok kecses, hajlékony organikus felépítése a korabeli szecesszió és az 1920–1930-as években kibontakozó Art déco és a Bauhaus ízlésvilágához igazodott.

## Cégtörténet
Michael Thonet 1853-ban, 57 éves korában öt fiára ruházta át – az akkor már 47 főt foglalkoztató – üzletét, és bejegyezték Bécsben az új céget „Gebrüder Thonet” – Thonet Testvérek – néven. Ekkortól látták el bútoraikat papírcímkével és beégetett cégjelzéssel, aminek alapján a termékek datálhatók. 1856-tól új üzemek létesültek a Monarchia területén és máshol. Thonet-üzletházak nyíltak Bécsben, Pesten, Berlinben, Hamburgban, Párizsban, Londonban és más nagyvárosokban. Michael Thonet 1871-ben bekövetkezett haláláig több mint 4 millió darabot termeltek, amiből 3 és fél millió szék volt. A bútorok kétharmadát exportálták. A századfordulón a bécsi szecesszió – Wiener Modern - neves művészei: Josef Hoffmann, Marcel Kammerer tervezték a bútoraikat.
A 19. század végével fokozatosan alakultak más, hajlított bútort előállító gyárak. Magyarországon több, különböző időben alapított hajlítottbútor-gyárról tudunk. A legjelentősebb konkurens cég a bécsi Josef & Jacob Kohn volt, ahol nemcsak Thonet-bútorok utánzatait készítették, hanem saját bútorokat is terveztek, s a századfordulón már vezető szerepet játszott a hajlított bútorokat gyártó vállalatok között. Ők foglalkoztattak először tervezőt Gustav Siegel személyében. A Thonet-cég az első világháború után részvénytársasággá alakult. 1917-ben a Josef & Jacob Kohn cég fuzionált a Firma Mundusszal, amely 16 kisebb hajlítottbútor-gyárból jött létre. 1922-ben valamennyien egyesültek, felvéve a Thonet-Mundus nevet, s e cég működése a második világháború után sem szűnt meg.

## Jelentősége
A hajlított fából készült bútor feltalálásának jelentőségét bizonyítja, hogy a századfordulótól kezdve a modern formatervezés új irányát kereső és képviselő építészek – Otto Wagner, Adolf Loos, Le Corbusier vagy a magyar Kozma Lajos és Kaesz Gyula – is foglalkoztak hajlított bútorok tervezésével, és felhasználták őket tereik berendezésénél. Kozma és Kaesz 1933-ban kiállított a Thonet budapesti székházában (Thonet-ház), amelyet 1888–89-ben Lechner Ödön tervei alapján építettek a Váci utca 11. szám alatt. Michael Thonet találmányából születtek meg a 20. századi bútortervezés ötletei: a lemezből és műanyagból hajlított székek, amelyek elterjedése Alvar Aalto, Bruno Mathsson vagy Verner Panton nevéhez fűződik.
A hajlított fabútor volt az előhírnöke az acélcsőbútornak is, gyártásuknál a Thonet cég tervezői között az 1920-as években Mies van der Rohe és Le Corbusier, a világ legnagyobb építészei mellett több olyan magyar tervezőt is ott találunk, mint Breuer Marcell, Lorenz Antal vagy Ács Lipót.
A Thonet-bútor ma is folytatja diadalútját. Vonalainak lendületes és elegáns kecsessége, kortalan szépsége nosztalgiát ébreszt és a 19. századvég kávéházainak csillogó atmoszféráját idézi fel.